# Mahavatar Babaji
Mahavatar Babaji (s. XIX - s. XX) és el nom d'un místic iogui que ensenyava tècniques de realització espiritual, especialment la disciplina del kriya ioga. Diversos deixebles afirmen haver-lo conegut entre els anys 1861 i 1935, com ara els ioguis Yogananda, Lahiri Mahasaya i Sri Yukteswar Giri.
Algunes d'aquestes aparicions es descriuen al llibre Autobiografia d'un iogui escrit per Yogananda, que inclou relats de les seves trobades amb Mahavatar Babaji. Un altre relat d'aquests episodis l'ofereix Sri Yukteswar Giri en el seu llibre La ciència sagrada. Aquests relats juntament amb altres biografies relaten trobades amb Mahavatar Babaji. Algunes d'aquestes es van produir en presència de dos o més testimonis, i els que el van conèixer creuen, a causa de certes comprovacions al llarg de les seves converses, que tots van conèixer la mateixa persona. Els que diuen haver-lo conegut durant aquest període el coneixen pel nom de Mahavatar Babaji que va proposar Lahiri Mahasaya. El terme mahā-avatara significa gran avatar i en la tradició del ioga significa més concretament ésser totalment il·luminat. Es diu que Mahavatar Babaji sempre refusava revelar informació biogràfica als seus deixebles i per això no se'n coneix el lloc de naixement ni la data ni el nom veritable. Els que creuen en la seva existència afirmen que ha viscut durant segles a les muntanyes de l'Himàlaia.
La primera trobada descrita va ser al 1861, quan Lahiri Mahasaya va ser destinat a Ranikhet per realitzar la feina de comptable pel govern britànic. Passejant un dia pels turons de la ciutat, va escoltar una veu que el cridava pel seu nom, i seguint-la muntanya amunt, va veure un sadhu (renunciant) «alt i amb una irradiació divina». Es va quedar estupefacte en veure que el sadhu coneixia el seu nom. Aquest li explicà a Lahiri Mahasaya que en vides passades havia estat el seu guru, i després el va iniciar en l'oblidada doctrina del kriyā ioga. Per tot seguint donar-li instruccions per poder iniciar d'altres persones. Lahiri desitjava romandre amb Mahavatar Babaji, però aquest li va demanar que tornés al món per ensenyar kriya ioga, per tal que la sadhana (pràctica) del kriya es propagués arreu del món a juntament amb d'altres persones. Després Mahasaya es dedicaria a ensenyar aquestes tècniques durant la resta de la seva vida. Segons Mahasaya, el kriyā ioga seria una forma antiga del rāja ioga. Mahavatar Babaji es percebia a si mateix com el primer mestre espiritual (guru) fundador d'aquest llinatge.
Mahavatar Babaji, segons explica Lahiri Mahasaya, no li va dir el seu nom ni detalls de la seva vida, així que Lahiri el va anomenar Mahavatar Babaji. Molts sadhus de l'Índia són també coneguts com a Babaji, i a vegades Babaji Maharaj, fet que ha causat confusió entre ell i d'altres sadhus de nom similar. Un sant identificat com a Mahavatar Babaji és Hariakhan Baba, un mestre que va viure i ensenyar entre els anys 1861 i 1924. Aquest Babaji és descrit al llibre Hariakhan Baba: conegut i desconegut de Baba Hari Dasa. Alguns relats van ser escrits també per un sant indi anomenat Mahendra Bava, que el va identificar com la mateixa persona que Mahavatar Babaji. Roy Eugene Davis, deixeble personal de Paramahansa Yogananda, va expressar una conclusió similar en el seu llibre La vida rendida a Déu: la filosofia i pràctica del kriya ioga.

Un altre mestre que és identificat com a Mahavatar Babaji té un nom similar, Haidakhan Babaji, va viure al nord de l'Índia i va ensenyar públicament des del 1970 fins a la seva mort el 1984.

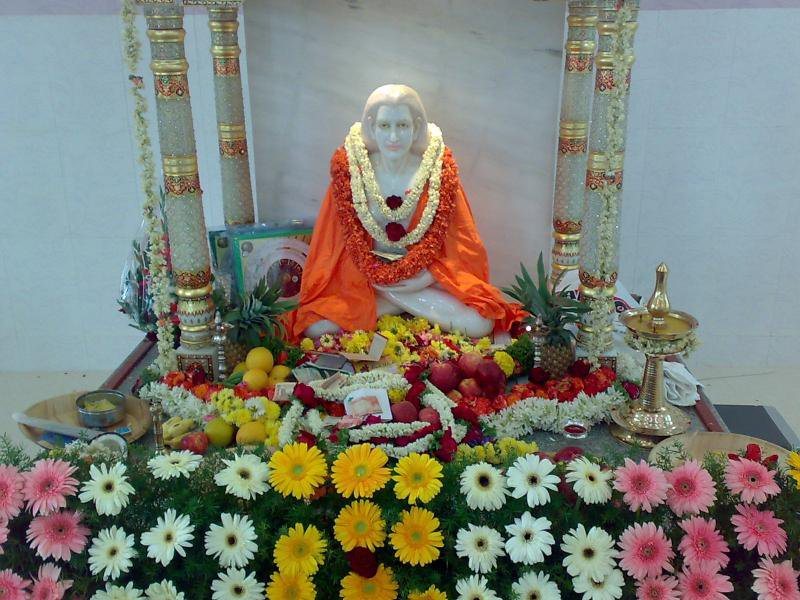
Estàtua de Mahavatar Babaji a Babajisannidhan, Bangalore, Índia

És el protagonista de diverses obres artístiques. Apareix a les portades de l'àlbum Sgt. Pepper's Lonely Hearts Club Band i a l'àlbum Dark Horse de George Harrison de 1974. La pel·lícula tàmil de 2002 Baba escrita per Rajinikanth es basava amb Babaji. Swami Maheshwarananda escriu en el seu llibre The hidden power in humans, que el guru del llegendari Babaji és Sri Alakh Puriji. El compositor Roger Hodgson de la banda de rock anglesa Supertramp va compondre una cançó anomenada "Babaji" en referència a Mahavatar Babaji. Aquesta cançó està inclosa a l'àlbum de 1977 Even in the Quietest Moments...